# Jeanne Arth
Jeanne Arth (Saint Paul, 21 luglio 1935) è un'ex tennista statunitense.

## Carriera
Nei tornei del Grande Slam ha ottenuto il suo miglior risultato vincendo nel doppio gli U.S. National Championships nel 1958 e nel 1959, e Wimbledon nel 1959, tutti in coppia con la connazionale Darlene Hard.

## Statistiche

### Doppio

#### Vittorie (3)
| Numero | Anno | Torneo                                | Superficie | Compagna     | Avversarie in finale           | Punteggio     |
| 1.     | 1958 | U.S. National Championships, New York | Cemento    | Darlene Hard | Maria Bueno Althea Gibson      | 2-6, 6-3, 6-4 |
| 2.     | 1959 | Wimbledon, Londra                     | Erba       | Darlene Hard | Beverly Baker Christine Truman | 2-6, 6-2, 6-3 |
| 3.     | 1959 | U.S. National Championships, New York | Cemento    | Darlene Hard | Althea Gibson Sally Moore      | 6-2, 6-3      |